# 井西泰政
井西 泰政（いにし やすまさ、1982年9月30日 - 2002年10月21日）は、日本の騎手（日本中央競馬会）。東京都出身。身長166cm、体重46kg、血液型O型。

## 来歴
競馬学校18期生。同期入学に五十嵐雄祐・岩崎祐己・黒岩悠・高野容輔・柴原央明・鈴木慶太・竹本貴志・田辺裕信・南井大志・石崎駿（中途退学、現・船橋競馬所属騎手）がいる。
騎手デビューと同時に美浦トレーニングセンターの阿部新生厩舎に所属。初騎乗は2002年3月2日、中山競馬第6競走のガイモンスワンで、16頭立ての12着だった。初勝利は翌日、阪神競馬第3競走で、アラマサシスターに騎乗して挙げた。同年デビュー騎手勝ち名乗り第1号だった。
同年10月21日の午前2時25分ごろ、茨城県稲敷郡美浦村舟子の国道125号線で乗用車を運転中、センターラインを越えて対向車線を横切り、道路右側の民家のブロック塀に衝突し、その弾みにより再びセンターラインを越え、約90メートル先の左側の電柱に激突して全身を強打する重傷を負い、美浦中央病院に収容されたが、間もなく死亡した。20歳没。
井西の家族は世田谷に住んでいたが、井西の死去後に中山競馬場の近くに墓を立て、家族もそのあたりに引っ越している。2004年には同期の竹本貴志が落馬事故で死亡しており、2人の同期を立て続けに失った田辺裕信はその後も井西や竹本の家族との親交を続けており、「僕は本当の息子ではないけど、2人の分まで少しでも頑張って残された家族にその姿を見て応援してもらいたい。そんな気持ちで乗っています」と語っている。

## データ
| 年度   | 1着 | 2着 | 3着 | 騎乗数 | 勝率 | 連対率 | 複勝率 | 備考 |
| ------ | --- | --- | --- | ------ | ---- | ------ | ------ | ---- |
| 2002年 | 3   | 5   | 11  | 160    | .019 | .050   | .119   |      |